# 黃易山
黃易山（英語：Yishan Wong）是一名美籍華人，Reddit前任CEO，他和別人在山景城共同創辦了Sunfire Offices，并擔任Quora的顧問。亦曾是Paypal的高級工程經理，後來到Facebook做工程項目主管。自2011年4月，他開始給《福布斯》擔任特約編輯。

## 生平
他毕业于芒兹维尤高中、卡内基梅隆大学，2001年至2005年间在PayPal工作，是“PayPal黑手党”的一员，2005年他加入Facebook，2011年末，在和Reddit商议三个月后，他加入Reddit成为其CEO。
2014年，在将公司从旧金山迁往生活成本更低的戴利城的提案被董事会忽略后，他开始不再出现于办公室，最终宣布辞职，但他表示此前他就因工作压力曾考虑过辞职。

## 外部連結
- 黃易山 at CrunchBase
- Quora: Yishan Wong